# Kalwaria Miadziolska
Kalwaria Miadziolska – założenie kalwaryjne zlokalizowane w Miadziole, w obwodzie mińskim na Białorusi.

## Historia

### I kalwaria
Kalwaria powstała w 1765 r. w Starym Miadziole, zwanym „książęcym”, będącym własnością Radziwiłłów. Została założona przez karmelitów bosych, którzy w 1754 r. na wzniesieniu ponad miastem wznieśli zespół klasztorno-kościelny. Kalwaria Pasyjna w 1772 r. składała się z 21 kaplic i 8 bram rozłożonych po okolicznych polach, lasach i wzgórzach oraz na rynku miasteczka. Pomysł i rozplanowanie zaczerpnięte zostały z jerozolimskiej drogi krzyżowej. Kaplice o różnych kształtach zostały zbudowane z drewna na kamiennej podmurówce – wewnątrz zaś posiadały olejne obrazy i figury rzeźbione w drewnie. Poświęcenia kaplic dokonał 8 sierpnia 1772 r. bp Feliks Towiański, sufragan białoruski przy licznie zgromadzonej rzeszy wiernych z całego województwa. Ceremonia trwała 4 dni, gości częstowali ówcześni gospodarze Koszczycowie. Opiekę nad Kalwarią sprawowało Bractwo Dobrej Śmierci, powstałe przy kościele karmelitów.

### II kalwaria
Po upadku powstania listopadowego w 1833 r. karmelici zostali usunięci z Miadzioła. Obiekty sakralne przechodziły z rąk do rąk, aż w końcu uległy poważnemu zniszczeniu. W kościele ocalał jedynie krucyfiks uznawany za cudowny. Również Kalwaria poważnie ucierpiała. W 1866 r. parafia została przekazana kościołowi prawosławnemu. Kiedy po odzyskaniu Niepodległości karmelici wrócili do Miadzioła, już nie odzyskali dawnego klasztoru. 

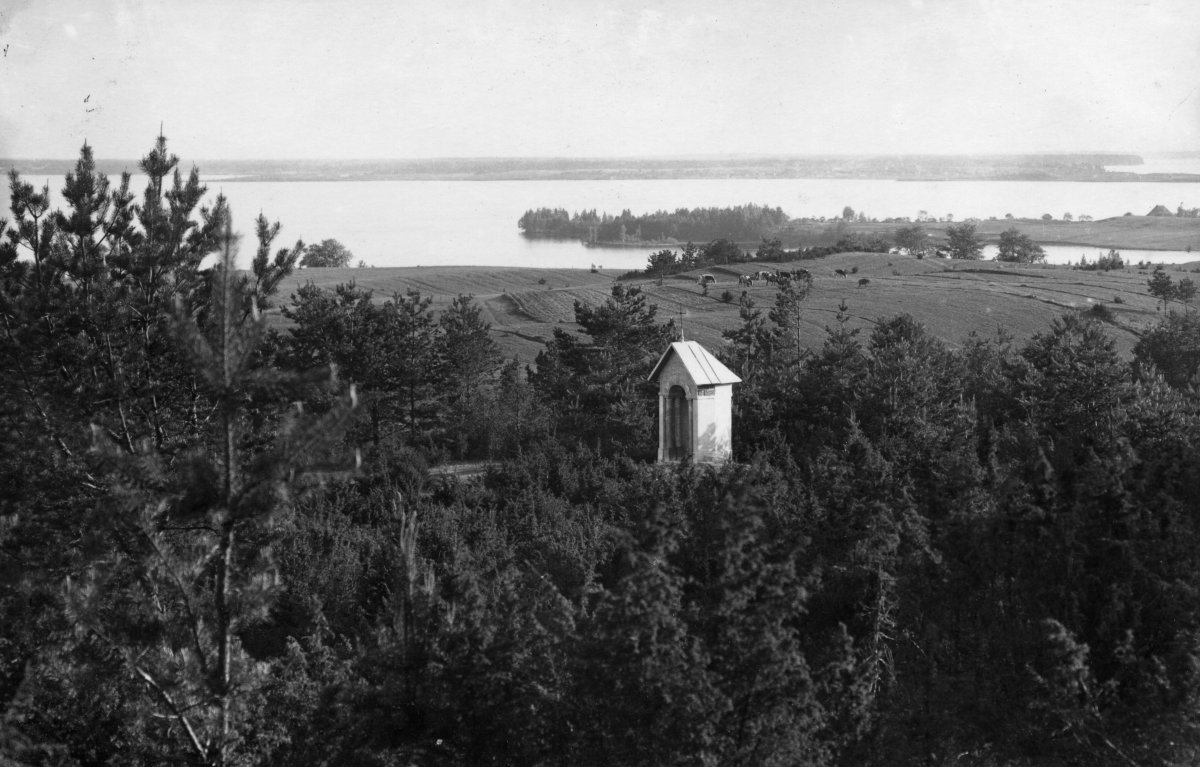
Kalwaria w dwudziestoleciu międzywojennym

W latach 1927–1929 rozpoczęto odbudowę Kalwarii. O. Bronisław Jarosiński wzorując się na Kalwarii Zebrzydowskiej wyznaczył z pomocą mieszkańców miejsca pod budowę kaplic, w których ustawił krzyże. Teren, gdzie znajdowała się kalwaria należał wówczas do mieszkającego w Starym Miadziole, Henryka Koziełł-Poklewskiego, który wyznaczył obszar pod kaplice. Stacje drogi krzyżowej poświęcił bp Władysław Bandurski w Święto Zesłania Ducha Świętego (Zielone Świątki) 27 maja 1928 r. Po śmierci Henryka Koziełł-Poklewskiego karmelici kupili 50 ha ziemi, za środki uzyskane ze sprzedaży folwarku w Niekasiecku. W latach 1933–1938 staraniem o. Ignacego Bylicy wybudowano 15 kaplic z cegły i kamienia, pokrytych blachą. Kalwaria na nowo zaczęła przyciągać pątników, którzy przy okazji korzystali z posługi sakramentalnej i duchowej pomocy zakonników. Dalsze prace przy restauracji kalwarii przerwała II wojna światowa. 2 listopada 1942 r. kalwaria licząca wówczas około 40 kaplic, została rozebrana i zniszczona. W 1949 karmelici zostali repatriowani do Polski.

### III kalwaria
W 1989 r. karmelici po raz drugi powrócili do Miadzioła. W latach 2000. na wzgórzu, wokół którego znajdowała się Kalwaria, ustawiono drewniane krzyże. Następnie trwały starania o przyznanie ziemi pod kaplice w celu odnowienia stacji drogi krzyżowej. W 2008 r. młodzieżowi aktywiści z Miadzioła opracowali plan odbudowy. Kościół dosyć szybko powrócił do dawnego blasku, byłego klasztoru nie udało się odzyskać, więc po latach zamieszkiwania w bloku, wybudowano nowy. Odbudowana Kalwaria jest wzorowana na Kalwarii Zebrzydowskiej. 12 lipca 2014 r. biskup Juryj Kasabucki wmurował dwa kamienie węgielne, z których jeden pochodzi z klasztoru karmelitów Stella Maris na Górze Karmel i upamiętnia pierwszą Kalwarię z 1765 r. Drugi kamień przywieziono z klasztoru bernardynów w Kalwarii Zebrzydowskiej, upamiętnia on drugą Kalwarię z 1928 r. 14 września 2014 roku odbyły się uroczystości poświęcenia Kalwarii, którym przewodził metropolita mińsko-mohylewski, arcybiskup Tadeusz Kondrusiewicz.

## Obecnie
Miadziolska Kalwaria jest jedyną kalwarią na Białorusi. Znajduje się na północnym obrzeżu miasta, po obu stronach drogi Miadzioł-Postawy. Dwa razy do roku (w lipcu w Święto Matki Bożej Szkaplerznej i wrześniu, w Święto Podwyższenia Krzyża Świętego) wierni miadziolskiej parafii odbywają nabożeństwa drogi krzyżowej. Łączna długość Kalwarii wynosi 2 km. Składa się ona z wejściowej Bramy Przebaczenia z figurą Matki Bożej z La Salette oraz 14 kaplic rozmieszczonych w lesie i na wzniesieniach. Z góry krzyży, na której znajduje się ołtarz polowy, rozpościera się panorama na Miadzioł i okoliczne jeziora: Miastro, Rudakowo i Narocz.

Galeria
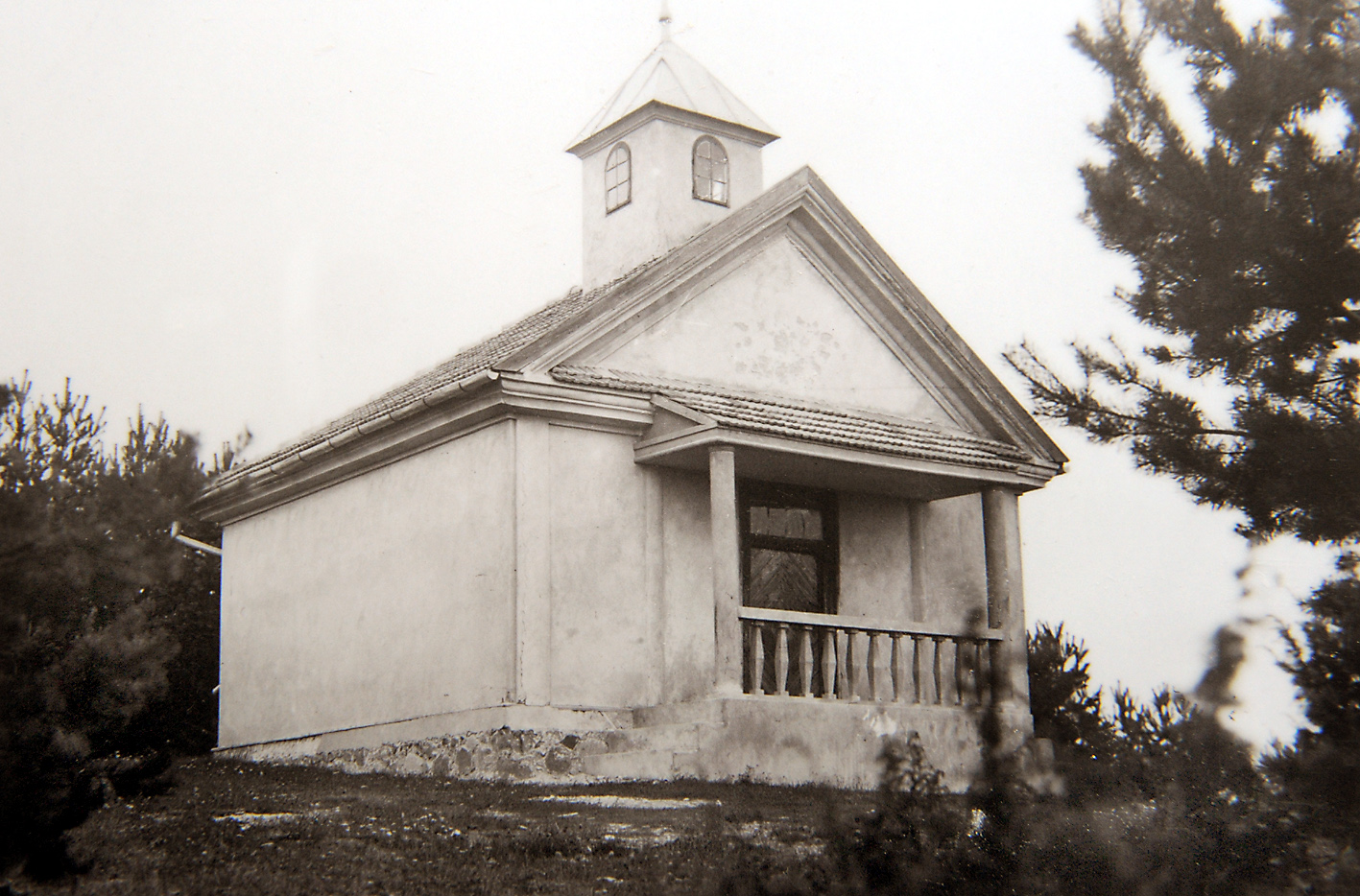
Kaplica Piłata w latach 30. XX w.
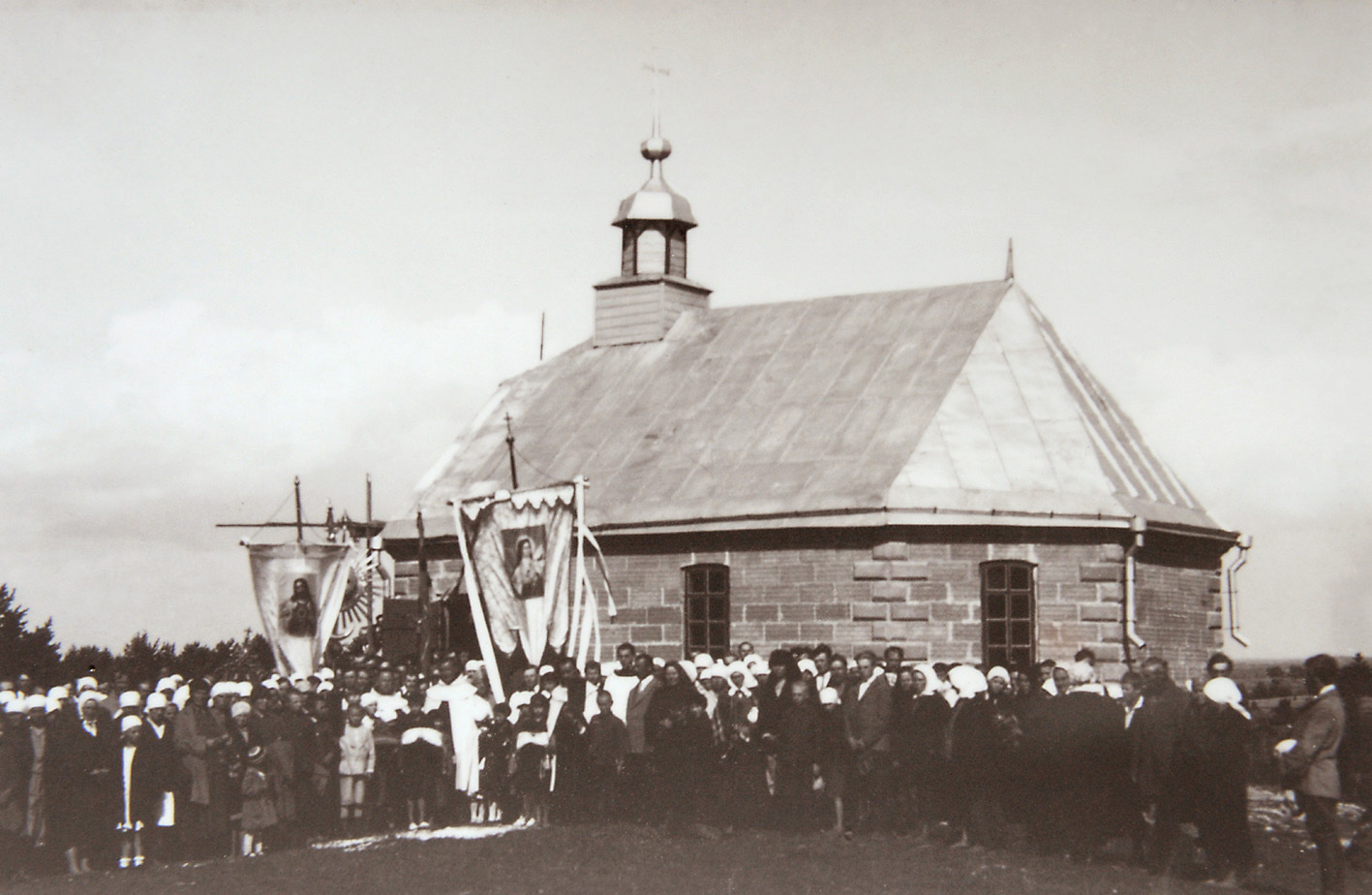
Kaplica Wieczernik w latach 30. XX w.
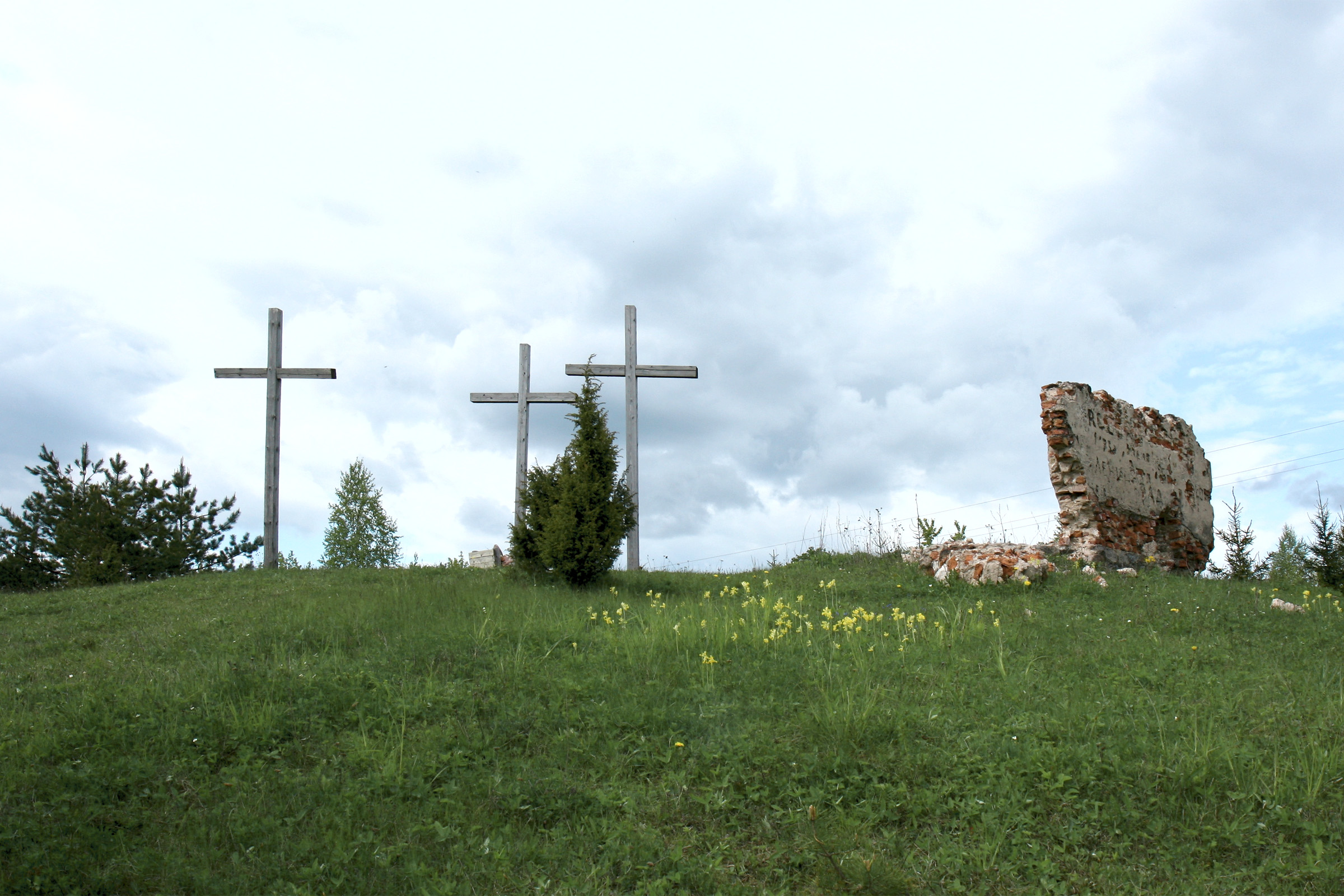
Resztki kaplicy i krzyże ustawione na kalwaryjskim wzgórzu
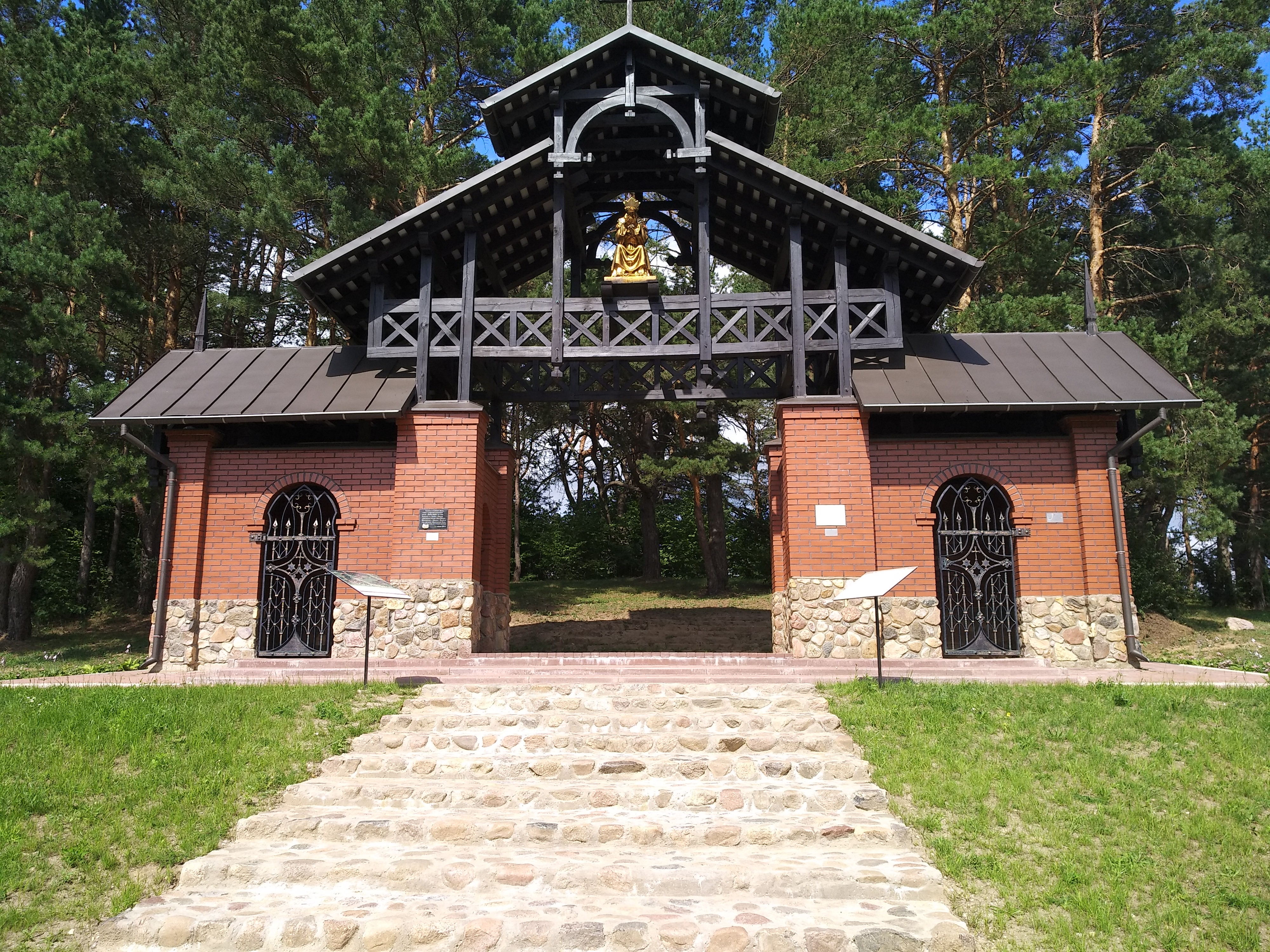
Brama przebaczenia